# Anthophora amseli
Anthophora amseli là một loài Hymenoptera trong họ Apidae. Loài này được Hedicke mô tả khoa học năm 1936.